# Remigio francés
El Remigio francés  es un juego de naipes basado en realizar combinaciones hasta descartarse por completo. Parecido al remigio y similares, las combinaciones de cartas posibles son escaleras o series de cartas iguales. El juego es para 2 a 4 jugadores que jugarán individualmente y se juega con 2 barajas Españolas de 48 cartas más dos comodines cada una, para un total de 100 cartas.

## Reglas Remigio Frances

### Fin del juego parcial
Se produce cuando uno de los jugadores se desprende de todas sus cartas antes que los demás o cuando no quedan más cartas en el mazo de encarte.

### Fin de la partida
Antes de iniciar el juego, los jugadores deben ponerse de acuerdo en el número de puntos con los que son eliminados. Suele pactarse a 149 puntos. El fin de la partida se produce cuando todos los jugadores excepto uno han sobrepasado el límite pactado, siendo este último el ganador.

### Desarrollo
Se reparten 15 cartas a cada jugador máximo 4, de una en una y en sentido contrario a las agujas de un reloj.
El desarrollo es muy similar al de otros juegos del mismo tipo: encarte, despliegue y descarte.

#### ENCARTE
El repartidor gira la primera carta del mazo. En turnos posteriores, los jugadores pueden o bien coger una carta del mazo o coger la última carta de la pila de descartes. La carta del mazo siempre es posible cogerla, pero para poder coger la de la pila de descartes debe darse alguna de las siguientes circunstancias:
- Sólo hay una carta en la pila de descartes.
- El jugador ya ha desplegado alguna combinación con anterioridad y la carta de la pila la puede usar en alguna combinación ya expuesta o nueva. En ambos casos la carta no debe ser desplegada inmediatamente.
- El jugador no ha desplegado con anterioridad pero puede usar la carta para hacer su despliegue inicial.

#### DESPLIEGUE
Existen dos tipos de combinaciones posibles, series de cartas iguales y escaleras de color (mínimo de 3 en 3). Para poder desplegar combinaciones nuevas hay que juntar como mínimo tres cartas en la combinación. Se puede igualmente desplegar cualquier número de cartas sobre combinaciones ya expuestas anteriormente por el jugador o por sus contrincantes, pero siempre después de haber realizado el despliegue inicial. Existen dos condiciones indispensables para poder hacer el primer despliegue, aunque ambas pueden incumplirse si el jugador despliega todas sus cartas de golpe sin apoyarse en los contrincantes y utilizando las 16, 15 de mano y una de descarte o mazo:
- Hay que tener ligados al menos 51 puntos en las combinaciones válidas. Cada carta vale su valor natural, las figuras valen 10 puntos y el joker vale por la carta que representa. Los Ases valen 11 puntos.

Las series de cartas iguales son, como su nombre indica, grupos de cartas del mismo índice pero de diferente palo, por lo que el máximo número de cartas en una serie de este tipo es 4. Las series pueden contener el número de comodines que se quiera, pero no está permitida la serie de comodines. Cuando se llega a un grupo de 4 cartas sin comodines, la serie queda cerrada siendo imposible añadir en ella más cartas.
Las escaleras son, como su nombre también indica, series de cartas de índice correlativo pero del mismo palo. Las escaleras acaban en la serie completa es decir 12 cartas. Las escaleras también pueden contener comodines. 
Los comodines expuestos en las combinaciones pueden ser sustituidos por la carta que representan, pasando el comodín al poder del jugador que lo sustituyó. En el caso de escaleras la sustitución es directa. En cambio los comodines expuestos en series de cartas iguales no pueden ser sustituidos hasta que haya 4 cartas en la serie y siempre que la carta que lo sustituye sea de una de los palos que faltan en la serie.

#### DESCARTE
El jugador se descarta de una carta y acaba su jugada parcial.

### Recuento
Cuando un jugador acaba, los jugadores hacen recuento de sus puntos (los de las cartas que quedan en la mano). El valor de las cartas es el comentado anteriormente. Si al finalizar un juego parcial un jugador ignora el valor de sus cartas en mano se anota directamente 100 puntos o el número máximo de los tres jugadores restantes en caso de que uno supere los 100 puntos y si alguno se reengancha este también será reenganchado.
- Datos: Q6105284